# Гомјеница (река)
Гомјеница (Гомионица) је река у северозападном делу Републике Српске, БиХ, десна притока Сане. Њена изворишта се налазе на северу Змијања, у близини насеља Раца у Бањалучкој регији, на надморској висини од 570 метара, а ушће узводно од града Приједора у месту Гомјеница, на надморској висини од 135 метара. Дуга је 56,7 km, а површина слива износи 752 km², са просечним падом од 8‰. Протиче кроз Гомјеничко поље и даје воду рибњаку „Саничани“ у којем се узгаја шаран и тостолобик, а који је највећи рибњак у Републици Српској и Босни и Херцеговини.
Гомјеница је једна од река која извире и која се улива у Републици Српској.